# الشعار العالمي لإمكانية الوصول لذوي الاحتياجات الخاصة

الرمز الدولي للوصول لذوي الاحتياجات الخاصة

يتكون رمز إمكانيات الوصول الدولي (International Symbol of Access)، والمعروف أيضًا باسم رمز الكراسي المتحركة (الدولي)، من مربع أزرق اللون مع صورة مجسم لشخص على كرسي متحرك باللون الأبيض. يتم استخدامه كشعار دولي، صورة ISO 7001 للجنة الدولية للتقنية وإمكانية الوصول (International Commission on Technology and Accessibility)، وهي لجنة تابعة لإعادة التأهيل الدولية (Rehabilitation International).

## التاريخ
تم تصميم شعار الكرسي المتحرك من قبل طالبة التصميم الدنماركية سوزان كوفيد في عام 1968م. حيث رسمته لأول مرة في مؤتمر التصميم الراديكالي الذي نظمته منظمة الطلاب الاسكندنافية (Scandinavian Students Organization). نظمت المجموعة دورة دراسية صيفية في كلية الفنون والتصميم في ستوكهولم، حيث تتناول مناوبات بين ورش عمل ومحاضرات عامة. في هذه المحاضرات ايضاً قام المصمم والمعلم الأمريكي فيكتور بابانيك بتصميم نغمته المشهوره، حيث تخيل فيها أشخاصًا معاقين كشخصيات تحتاج إلى تجديد الانتباه سواءً كانوا ذو إعاقة جسدية أو عقلية. على الرغم من عدم وجود دليل على أن بابانيك التقى سوزان كوفيد، إلا أنه انتشر في الندوة التي تمت فيها تصميم شعار الكرسي المتحرك الأصلية ذلك اللحن. قدمت سوزان كوفيد أول نسخة لشعار الكرسي المتحرك في معرض يوليو 1968م الذي عقد في نهاية ندوة منظمة الطلاب الاسكندنافية حيث كانت مكلفة بتصميم رمز كعلامة لتمييز أماكن الإقامة سهلة الوصول لذوي الاحتياجات والخالية من العوائق في ذلك المخيم. شعار سوزان كوفيد يصور كرسي متحرك فارغ، في العام التالي تم تعميم هذا الشعار في جميع أنحاء السويد.
قام كارل ماونتين وهو مدير المعهد السويدي للمعوقين بالترويج لتصميم سوزان كوفيد للجنة إعادة التأهيل الدولية. طلب رئيس اللجنة الدولية للتقنية وإمكانية الوصول من لجنة إعادة التأهيل الدولية تشكيل لجنة خاصة من شأنها أن تجد وتسلم شعاراً لإمكانية الوصول لذوي الاحتياجات الخاصة لاتفاقيتها المنعقدة في عام 1969م في دبلن، حيث طُلب من مجموعة كارل ماونتين الاختيار من بين ستة تصاميم من ضمنها تصميم سوزان كوفيد، عندما تم ترشيح تصميم سوزان اشتكى العديد من أعضاء اللجنة من أنه شديد البؤس وغير مقروء. حيث لاحظ ماونتن: «هناك إزعاج بسيط بالرمز هو الخطوط السميكة على قدم المساواة، والتي قد تعطي انطباعًا بخط حرف واحد من الحروف، ولكن مع إضافة» رأس «على الرمز يختفي هذا الإزعاج.»  أخذ ماونتن النسخة الأصلية من التصميم وأضاف دائرة أعلى المقعد لإعطاء انطباع بوجود شخص جالس.

## المهام

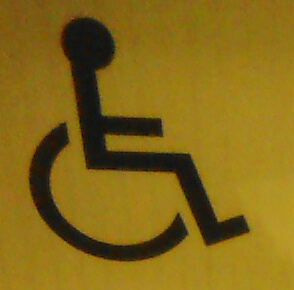
رمز إمكانية الوصول الدولي في مايو 2015 م.

غالبًا ما يُرى الشعار حيث تم تحسين امكانية الوصول لمستخدمي الكرسي المتحرك بالإضافة إلى الاشخاص ذوي الإعاقات الأخرى. كثير من الأحيان يشير الرمز إلى إزالة الحواجز البيئية مثل الدرج وهذا قد يساعد أيضًا كبار السن والآباء الذين يحملون عربات الأطفال والمسافرين. يهدف الشعار العالمي إلى تعميم رموز لمنتجات وتسهيلات تمكن جميع المستخدمين من الوصول إليها تقريبًا منذ البداية. رمز الكرسي المتحرك هو «دولي» وبالتالي لا يتوافق مع طريقة برايل بتخصيص لغة معينة.
تشمل الاستخدامات المحددة لـ شعار امكانية الوصول بالكرسي المتحرك ما يلي:
- يوضع الشعار لتخصيص مكان لوقوف السيارات التي يستخدمها الأشخاص ذوو الاحتياجات الخاصة الذين يحملون شارة زرقاء.
- يوضع الشعار على مركبات ذوي الاحتياجات الخاصة، غالبًا تستخدم لامكانية الوقوف في المساحات المخصصة لذوي الاحتياجات.
- يوضع الشعار في مراحيض الأماكن العامة والتي تكون مخصصة لمستخدمي الكرسي المتحرك.
- يوضع الشعار ليشير إلى زر التفعيل التلقائي للأبواب الكهربائية
- يوضع الشعار ليشير إلى محطة عبور أو مركبة يمكن الوصول إليها
- يشير إلى طريق عبور يستخدم المركبات التي يمكن الوصول إليها

يشار إلى شعار الكرسي المتحرك برمز (Unicode code point U+267F)،  والتي تظهر كـ ♿︎
يجب تثبيت خط متوافق مثل DejaVu Sans  في بعض الأنظمة المشغلة لعرض الحرف. 
تتطلب منظمة رموز البناء مثل قانون البناء في كاليفورنيا «شخصية بيضاء على خلفية زرقاء ويجب أن يكون اللون الأزرق مساوياً اللون رقم 15090 في المعيار الفيدرالي 595B.» 

## شعار إمكانية الوصول المعدل

شعار إمكانية الوصول المعدل

يطالب بعض نشطاء ذوي الاحتياجات الخاصة عن رمز وصول معدّل. سارة Hendren وبراين Glenney شاركا في تأسيس مشروع أيقونة الدخول إلى الإنترنت وتصميم رمز جديد لعرض نشط لشعار معدل مع التركيز على الشخص من ذوي في الكرسي المتحرك. حيث ان بعض منظمات الإعاقة مؤيده لهذا الشعار مثل Enabling Unit in India ،  حين أن منظمات الإعاقة الأخرى مثل Second Thoughts Connecticut ترفضها باعتبارها تمييز القدرة بين ذوي الاحتياجات الخاصة. يستخدم هذا الإصدار من الرمز رسميًا في ولايتي نيويورك وكونيتيكت. يعرض شعار إمكانية الوصول المعدل في المجموعة الدائمة لمتحف الفن الحديث. وفقًا لما ذكرته إيما تيتل من تورنتو ستار عن ما يقوله النقاد إن الصورة المعدلة ستظل وصمة عار اجتماعيًا بالنسبة لأولئك الذين يعانون من إعاقة ولكنهم لا يستخدمون كرسيًا متحركًا.
في مايو 2015 م رفضت الإدارة الفيدرالية للطرق السريعة التصميم الجديد للاستخدام على إشارات الطرق في الولايات المتحدة، مشيرةً إلى أنه لم يتم اعتماده أو إقراره من قبل US Access Board ، وهي الوكالة المسؤولة عن تطوير المعايير الفيدرالية للتصاميم المتاحه. ورفضت ايضاً المنظمة الدولية للتوحيد القياسي التي وضعت الاستخدام المنتظم للرمز الأصلي بموجب ISO 7001 هذا التصميم المعدل.

## روابط خارجية
- Mars، Roman (18 فبراير 2014). "Episode 102: Icon For Access". 99% Invisible. مؤرشف من الأصل في 2019-11-07. اطلع عليه بتاريخ 2015-10-12. Mars، Roman (18 فبراير 2014). "Episode 102: Icon For Access". 99% Invisible. مؤرشف من الأصل في 2019-11-07. اطلع عليه بتاريخ 2015-10-12. Mars، Roman (18 فبراير 2014). "Episode 102: Icon For Access". 99% Invisible. مؤرشف من الأصل في 2019-11-07. اطلع عليه بتاريخ 2015-10-12. حلقة من 99٪ من البودكاست غير المرئي على مشروع أيقونة يمكن الوصول إليه.